# Shōshimin Series
«Shōshimin Series» (яп. 〈小市民〉シリーズ, (Shōshimin) Shirīzu) — серія детективних романів, написана Хонобу Йонедзавою. Публікація серії розпочалася видавництвом Tokyo Sogensha у грудні 2004 року і станом на квітень 2024 року було випущено п'ять томів. Манґа-адаптація першого роману серіалізувалася в журналі сьонен-манґи Monthly GFantasy видавництва Square Enix з квітня 2007 року по грудень 2008 року. Манґа-адаптація другого роману серіалізувалася в Monthly GFantasy з лютого 2010 року по січень 2011 року. Аніме-телесеріал, що є адаптацією першого та другого романів і був створений студією Lapin Track, транслювався з липня по вересень 2024 року. Прем'єра другого сезону, що є адаптацією третього та п'ятого романів, відбулася у квітні 2025 року, а закінчилась у червні того ж року.

## Персонажі
Дзьогоро Кобато (яп. 小鳩 常悟朗, Kobato Jōgorō)
Сейю: Сюїчіро Умеда
Старшокласник, навчається у старшій школі Фунато. З юних років мріяв стати детективом, але його схильність втручатися у справи інших призвела до того, що люди почали віддалятися від нього. В аніме його родина володіє кондитерською крамницею.
Юкі Осанай (яп. 小佐内 ゆき, Osanai Yuki)
Сейю: Хіна Йомія
Старшокласниця, навчається у старшій школі Фунато. Дружила з Дзьогоро ще з молодшої середньої школи. Любить солодощі.
Кенґо Доджіма (яп. 堂島 健吾, Dōjima Kengo)
Сейю: Макото Фурукава
Такахіко Уріно (яп. 瓜野 高彦, Urino Takahiko)
Сейю: Теппей Уеніші
Токіко Накамару (яп. 仲丸 十希子, Nakamaru Tokiko)
Сейю: Юме Міямото
Юто Хія (яп. 氷谷 優人, Hiya Yūto)
Сейю: Сейічіро Ямашіта

## Медіа

### Роман
| №  | Назва                                                                  | Дата виходу     | ISBN                   |
| -- | ---------------------------------------------------------------------- | --------------- | ---------------------- |
| 1  | Shunki Gentei Ichigo Tart Jiken (яп. 春期限定いちごタルト事件)         | 24 грудня 2004  | ISBN 978-4-488-45101-1 |
| 2  | Kaki Gentei Tropical Parfait Jiken (яп. 夏期限定トロピカルパフェ事件)  | 14 квітня 2006  | ISBN 978-4-488-45102-8 |
| 3a | Shūki Gentei Kuri Kinton Jiken (Jō) (яп. 秋期限定栗きんとん事件〈上〉) | 27 лютого 2009  | ISBN 978-4-488-45105-9 |
| 3b | Shūki Gentei Kuri Kinton Jiken (Ge) (яп. 秋期限定栗きんとん事件〈下〉) | 13 березня 2009 | ISBN 978-4-488-45106-6 |
| 4  | Pari Makaron no Nazo (яп. 巴里マカロンの謎)                            | 31 січня 2020   | ISBN 978-4-488-45111-0 |
| 5  | Tōki Gentei Bonbon Chocolat Jiken (яп. 冬期限定ボンボンショコラ事件)   | 26 квітня 2024  | ISBN 978-4-488-45112-7 |

### Манґа
Манґа-адаптація першого роману «Shunki Gentei Ichigo Tart Jiken», ілюстрована Анко Манджюєю, серіалізувалася в журналі сьонен-манґи Monthly GFantasy видавництва Square Enix з 18 квітня 2007 року по 18 грудня 2008 року і була зібрана у два томи танкобон.
Манґа-адаптація другого роману «Kaki Gentei Tropical Parfait Jiken», ілюстрована OmiOmi за композицією Фуа Ямасакі, серіалізувалася в тому ж журналі з 18 лютого 2010 року по 18 січня 2011 року і також була зібрана у два томи танкобон.
Shunki Gentei Ichigo Tart Jiken
| № | Дата виходу     | ISBN                   |
| - | --------------- | ---------------------- |
| 1 | 27 лютого 2008  | ISBN 978-4-7575-2230-5 |
| 2 | 27 лютого, 2009 | ISBN 978-4-7575-2487-3 |

Kaki Gentei Tropical Parfait Jiken
| № | Дата виходу    | ISBN                   |
| - | -------------- | ---------------------- |
| 1 | 27 серпня 2010 | ISBN 978-4-7575-2983-0 |
| 2 | 26 лютого 2011 | ISBN 978-4-7575-3152-9 |

## Аніме
У січні 2024 року було анонсовано аніме-телесеріал, що є адаптацією романів «Shunki Gentei Ichigo Tart Jiken» та «Kaki Gentei Tropical Parfait Jiken» і має назву «Shoshimin: How to Become Ordinary» (小市民シリーズ, Юність: як стати звичайними). Він також адаптував одне коротке оповідання зі збірки «Pari Makaron no Nazo». Серіал створено студією Lapin Track, режисером виступив Мамору Канбе, Тошія Оно написав сценарій, Ацуші Сайто розробив дизайн персонажів, а Такахіро Обата написав музику. Трансляція серіалу відбувалася з 7 липня по 15 вересня 2024 року в програмному блоці NUMAnimation на всіх філіях ANN, включно з TV Asahi. Початковою музичною темою є «Sweet Memory» (яп. スイートメモリー) у виконанні Eve, а завершальною — «Itokenai» (яп. 意解けない) у виконанні Ammo. Crunchyroll здійснював потокове мовлення серіалу по всьому світу, за винятком Східної Азії. Medialink ліцензувала серіал у Центральній Азії, Південній Азії (крім Індії), Південно-Східній Азії та Океанії (крім Австралії та Нової Зеландії) для трансляції на YouTube-каналі Ani-One Asia.
Після фінального епізоду першого сезону було анонсовано другий сезон, який адаптує романи «Shūki Gentei Kuri Kinton Jiken» та «Tōki Gentei Bonbon Chocolat Jiken». Прем'єра сезону відбулася 6 квітня 2025 року і транслювалась до 22 червня 2025 року в тому ж програмному блоці. Початковою музичною темою є «Kaseijin» (яп. 火星人, Марсіянин) у виконанні Yorushika, а завершальною — «SugaRiddle» у виконанні Нагі Янагі.

#### Серії

##### Сезон 1 (2024)
| № серії (загалом) | № серії (в сезоні) | Назва серії | Режисер(и)         | Сценарист(и) | Режисер(и) анімації | Оригінальна дата показу |
| --- | ------------------ | --- | ------------------ | ------------ | ------------------- | ----------------------- |
| 1 | 1                  | «Костюм вівці» Транслітерація: «Hitsuji no Kikugurumi» (яп. 羊の着ぐるみ)                                             | Яйої Такано        | Тошія Оно    | Мамору Канбе        | 7 липня 2024            |
| Кобато допомагає в розслідуванні незначної шкільної таємниці. |                    | |                    |              |                     |                         |
| 2 | 2                  | «Як приготувати смачне гаряче какао» Транслітерація: «Oishii Kokoa no Tsukurikata» (яп. おいしいココアの作り方)       | Нобуюкі Такеучі    | Тошія Оно    | Нобуюкі Такеучі     | 14 липня 2024           |
| Осанай та Кобато відвідують дім Кенґо. Вони п'ють гаряче какао та їдять торт з його родиною. Кобато помічає, що Кенґо вдається приготувати 3 чашки какао, не використовуючи раковину, що його дивує. Усі разом намагаються розгадати цю загадку. |                    | |                    |              |                     |                         |
| 3 | 3                  | «Гампті-Дампті» Транслітерація: «Hanputi Danputi» (яп. ハンプティ・ダンプティ)                                        | Такакадзу Нагатомо | Теруко Уцумі | Такакадзу Нагатомо  | 21 липня 2024           |
| Осанай з нетерпінням чекає на лімітовану серію десерту, проте її велосипед пошкоджено, а сам десерт зіпсовано. В пориві гніву вона натякає, що помститься за цей проступок. |                    | |                    |              |                     |                         |
| 4 | 4                  | «Розум самотнього вовка» Транслітерація: «Korō no Kokoro» (яп. 狐狼の心)                                              | Kokun              | Тошія Оно    | Такакадзу Нагатомо  | 4 серпня 2024           |
| Розкривається минуле Осанай, і Кобато пояснює, що її знали як мстиву психопатку. Подібним чином, Кобато також мав дивне минуле як детектив-аматор. Обидва вирішили вести звичайне життя в старшій школі, але крадіжка велосипеда загрожує це змінити. |                    | |                    |              |                     |                         |
| 5 | 5                  | «Таємниця берлінського пфанкухена» Транслітерація: «Hakurin Age Pan no Nazo» (яп. 伯林あげぱんの謎)                   | Яйої Такано        | Теруко Уцумі | Такаші Кавабата     | 11 серпня 2024          |
| Шкільна адміністрація звинувачує Осанай у крадіжці її власного велосипеда та натякає, що вона є магазиним злодієм. Кобато проводить день, допомагаючи команді журналістів розслідувати, хто з'їв десерт із гострою гірчицею. |                    | |                    |              |                     |                         |
| 6 | 6                  | «Але Шарлотта залишається мені» Транслітерація: «Sharurotto Dake wa Boku no Mono» (яп. シャルロットだけはぼくのもの)  | Міхо Арай          | Тошія Оно    | Ракутоку Нацу       | 18 серпня 2024          |
| Кобато та Осанай вирушають у солодкий тур містом. Кобато купує тістечко «Шарлотта» і вирішує з'їсти два замість одного, залишивши одне для Осанай. Хоча він добре приховує докази, Осанай викриває його. |                    | |                    |              |                     |                         |
| 7 | 7                  | «Розділити навпіл» Транслітерація: «Sheiku・Hāfu» (яп. シェイク・ハーフ)                                              | Яйої Такано        | Теруко Уцумі | Яйої Такано         | 25 серпня 2024          |
| Кенґо та Кобато обговорюють діяльність наркотичного угруповання в старшій школі. Осанай викрадає це угруповання та вимагає за її звільнення викуп у розмірі 5 мільйонів єн. |                    | |                    |              |                     |                         |
| 8 | 8                  | «Гей, підійди, хочеш безкоштовних цукерок?» Транслітерація: «Oide, Kyandī o Ageru» (яп. おいで、キャンディーをあげる) | Такакадзу Нагатомо | Теруко Уцумі | Такакадзу Нагатомо  | 1 вересня 2024          |
| Кобато з'ясовує, хто викрав Осанай, використовуючи підказки, які вона залишила в текстовому повідомленні, що посилалися на їхній солодкий тур. Він прибуває на склад разом із Кенґо та знаходить Осанай, на яку нападають кілька дівчат, погрожуючи їй ножем. Кобато та Кенґо викликають поліцію та втручаються, вступаючи в бійку з дівчатами. Зрештою Осанай рятують, а дівчат заарештовують.                   |                    | |                    |              |                     |                         |
| 9 | 9                  | «Солодкі спогади (Частина 1)» Транслітерація: «Suīto・Memorī（Zenpen)» (яп. スイート・メモリー（前編）)               | Міхо Арай          | Тошія Оно    | Мамору Канбе        | 8 вересня 2024          |
| З'ясовується, що Осанай спланувала викрадення з метою арешту дівчат, які її дратували. Кобато шокований цим одкровенням, хоча сам розкриває більшу частину правди. Осанай розповідає, що спланувала операцію з підстави кілька місяців тому, включно з солодким туром, який вона організувала. У неї також був спільник серед своїх.                                                                              |                    | |                    |              |                     |                         |
| 10 | 10                 | «Солодкі спогади (Частина 2)» Транслітерація: «Suīto・Memorī（Kōhen)» (яп. スイート・メモリー（後編）)                | Мінору Ямаока      | Тошія Оно    | Мамору Канбе        | 15 вересня 2024         |
| Зрозумівши, що Осанай фактично сфабрикувала докази та підставила дівчат із наркотичного угруповання, Кобато каже їй, що вона вчинила неправильно. Осанай відкидає слова Кобато та заявляє, що більше не зацікавлена проводити з ним час. Вони розходяться своїми шляхами та перестають спілкуватися. Нова дівчина зізнається Кобато у своїх почуттях, а інший хлопець підходить до Осанай з наміром зустрічатися. |                    | |                    |              |                     |                         |

##### Сезон 2 (2025)
| № серії (загалом) | № серії (в сезоні) | Назва серії | Режисер(и)                              | Сценарист(и) | Режисер(и) анімації | Оригінальна дата показу |
| ----------------- | ------------------ | --- | --------------------------------------- | ------------ | ------------------- | ----------------------- |
| 11                | 1                  | «Тепла зима (частина 1)» Транслітерація: «Atataka na Fuyu (Zenpen)» (яп. あたたかな冬（前編）)                                                | Міхо Арай                               | Тошія Оно    | Мамору Канбе        | 6 квітня 2025           |
| 12                | 2                  | «Тепла зима (частина 2)» Транслітерація: «Atataka na Fuyu (Kōhen)» (яп. あたたかな冬（前編）)                                                 | Хуан Яньшенг                            | Тошія Оно    | Сатоші Мацубара     | 13 квітня 2025          |
| 13                | 3                  | «Нерішуча весна» Транслітерація: «Tomadō haru» (яп. とまどう春)                                                                               | Мое Накахара                            | Теруко Уцумі | Такакадзу Нагатомо  | 20 квітня 2025          |
| 14                | 4                  | «Підозріле літо (частина 1)» Транслітерація: «Utagawashī natsu (zenpen)» (яп. うたがわしい夏（前編）)                                         | Косуке Куремізу                         | Тошія Оно    | Косуке Куремізу     | 27 квітня 2025          |
| 15                | 5                  | «Підозріле літо (частина 2)» Транслітерація: «Utagawashī natsu (Kōhen)» (яп. うたがわしい夏（後編）)                                          | Міхо Арай                               | Теруко Уцумі | Такаші Кавабата     | 4 травня 2025           |
| 16                | 6                  | «Купальська ніч» Транслітерація: «Manatsu no Yoru» (яп. 真夏の夜)                                                                             | Сьоші Ісікава                           | Теруко Уцумі | Нобуюкі Такеучі     | 11 травня 2025          |
| 17                | 7                  | «Осінь повертається» Транслітерація: «Futatabi no Aki» (яп. ふたたびの秋)                                                                     | Шінго Канеко                            | Тошія Оно    | Мамору Канбе        | 18 травня 2025          |
| 18                | 8                  | «Чи варто було нам зустрічатися?» Транслітерація: «Watashi-tachi Hontōni Deaubekidatta no Ka Na» (яп. わたしたち本当に出会うべきだったのかな) | Мінору Ямаока                           | Тошія Оно    | Такаші Кавабата     | 25 травня 2025          |
| 19                | 9                  | «Кобато-кун і Осанай-сан» Транслітерація: «Kobato-kun to Osanai-san» (яп. 小鳩くんと小佐内さん)                                               | Масатою Такада                          | Теруко Уцумі | Масатою Такада      | 1 червня 2025           |
| 20                | 10                 | «Будь ласка, полийте сухі квіти» Транслітерація: «Kawaitahana ni, Dōzo o Mizu o» (яп. 乾いた花に、どうぞお水を)                               | Чіка Манганджі & Мое Накахара           | Тошія Оно    | Косуке Куремізу     | 8 червня 2025           |
| 20                | 10                 | «Please Water the Dried Flowers» Транслітерація: «Kawaitahana ni, Dōzo o Mizu o» (яп. 乾いた花に、どうぞお水を)                               | Chika Manganji & Moe Nakahara           | Toshiya Ono  | Kōsuke Kuremizu     | 8 червня 2025           |
| 21                | 11                 | «Кінець епохи, яку вважали золотою» Транслітерація: «Koganeda to Omotte Ita Jidai no Owari» (яп. 黄金だと思っていた時代の終わり)              | Яйої Такано                             | Теруко Уцумі | Нобуюкі Такеучі     | 15 червня 2025          |
| 22                | 12                 | «Винагорода» Транслітерація: «Mukui» (яп. 報い)                                                                                               | Шінго Канеко, Мінору Ямаока & Міхо Арай | Тошія Оно    | Мамору Канбе        | 22 червня 2025          |

## Нотатки
1. 1 2  Всього шість томів, включаючи другу частину третього тому
2. ↑  На відміну від назви оригінальної серії романів, назва аніме не містить кутових дужок на всю ширину '〈〉'
3. 1 2  TV Asahi призначив прем'єру серіалу на 6 липня 2024 року о 25:30, що фактично означає 7 липня о 1:30 ночі за японським часом.
4. 1 2  TV Asahi повідомив, що прем'єра сезону відбудеться 5 квітня 2025 року о 25:30, тобто фактично 6 квітня о 1:30 ночі за японським часом.
5. 1 2  Цей епізод вийшов в ефір о 1:40 ночі за JST, через 10 хвилин після оригінального ефіру на TV Asahi.
6. ↑  Цей епізод вийшов в ефір о 2:20 ночі за JST, через 50 хвилин після оригінального ефіру на телеканалі Asahi.[25]
7. ↑  Цей епізод вийшов в ефір о 2:00 ночі за японським стандартним часом (JST), через 30 хвилин після оригінального ефіру на телеканалі Asahi.[26]